# Uppsalamodellen (ekonomiskt bistånd)
Uppsalamodellen är en metod för att arbeta med ekonomiskt bistånd inom socialtjänsten. "Arbete istället för bidrag" var beteckningen när modellen började användas i Gamla Uppsala kommundelsnämnd i Uppsala kommun 1987. I slutet av 1990-talet tillämpades Uppsalamodellen, eller varianter av den, i nästan 40 procent av svenska kommuner. Modellen har beskrivits av Eileen Rönnlund, som utvecklade metoden, i hennes bok Socialt arbete - att se möjligheter (1992). Krav för ekonomiskt bistånd ställdes som trepartssamtal mellan klienten, socialtjänsten och arbetsförmedlingen. Vidare kunde ekonomiskt bistånd beviljas för en vecka i taget, kontroll av sökta arbeten, obligatoriskt deltagande i beredskapsarbete och att ta alla tänkbara arbeten, inte enbart det som personen var utbildad för. I Rönnlunds bok beskrivs även hur man med olika krav för ekonomiskt bistånd arbetade med personer som hade missbruksproblem.
Uppsalamodellen har kritiserats för att vara repressiv och kränkande mot klienter samt att påvisade minskade kostnader för försörjningsstöd snarare handlat om konjunkturer, än metoder på socialkontoret.